# Grotte de Jerimalai

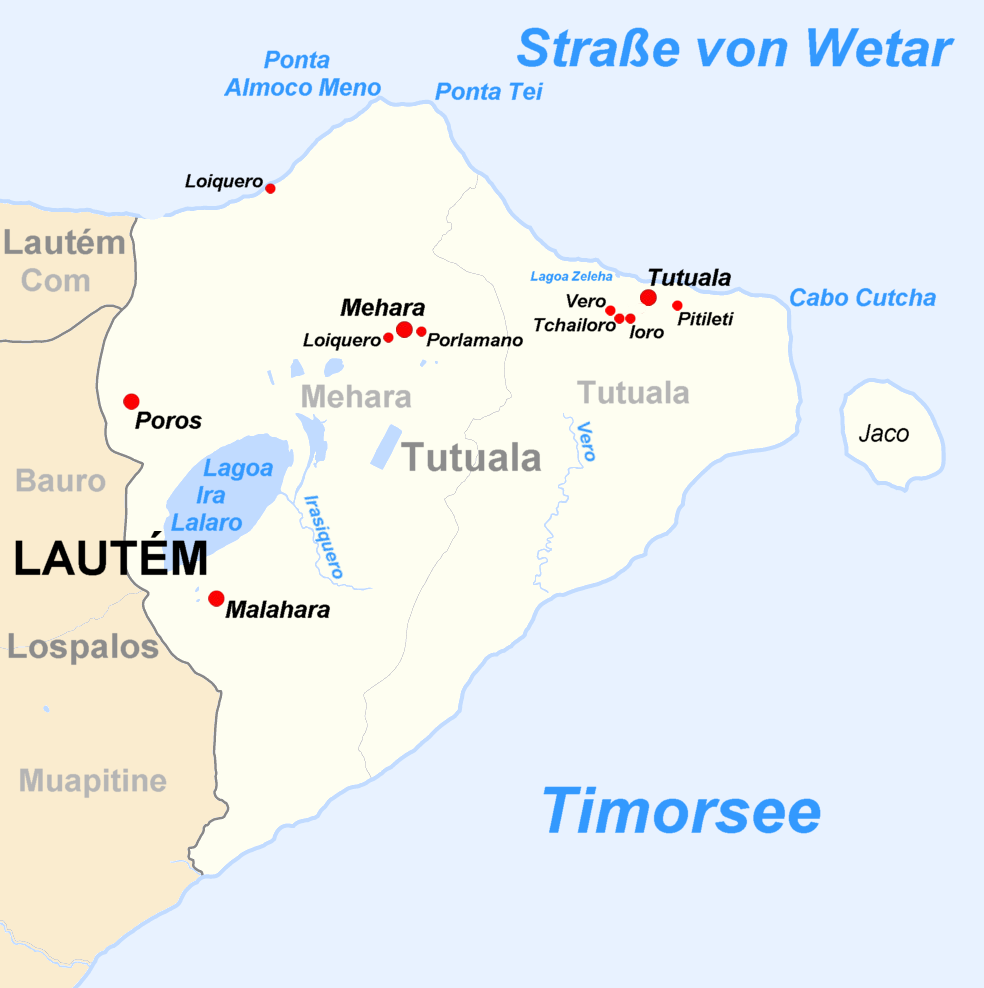
Carte de la région de Tutuala (Timor oriental) dans le sud-est de laquelle se situe la grotte de Jerimalai.

La grotte de Jerimalai est située au sud-est de Tutuala dans le Timor oriental. Elle contient quantité d'arêtes de poissons dont les plus anciennes datent de 42 000 ans. La moitié proviennent de poissons pélagiques (de haute mer), en particulier de thons. La pêche de haute mer a donc été pratiquée depuis au moins cette date. 
L'équipe d'archéologues australiens de l'université de Canberra, qui a fait la découverte, a également mis au jour deux hameçons fabriqués à partir de coquillages, l'un de 11 000 ans et l'autre d'au moins 16 000 ans – le plus vieil hameçon découvert à ce jour,,.
La même équipe a également retrouvé des coquillages sculptés et peints par des pigments, datant de 38 000 à 42 000 av. J.-C. .
Ils ont également retrouvés des centaines de perles réalisées à partir de coquillages datant de 37 000 ans av. J.-C. et qui constituent les premières traces d'ornements personnels en Asie du Sud-Est.